# La Dédaigneuse (1916)
Pour les articles homonymes, voir La Dédaigneuse (navire).
La Dédaigneuse est une canonnière de lutte anti-sous-marine de la Marine française, de classe Ardent. Elle a également été classée successivement comme dragueur de mines et comme aviso.

## Conception
En 1916, l’état-major de la marine française commanda 26 canonnières anti-sous-marines (ASM), ou seulement 23 selon d’autres sources, de 266 tonnes, à machines à vapeur  au charbon à triple expansion, qui furent nommés « classe Ardent, ». Ces navires étaient en partie équipés de machines récupérées sur de vieux torpilleurs. Ils différaient donc sensiblement les uns des autres en ce qui concerne la puissance et la vitesse.
La Dédaigneuse avait un déplacement de 266 tonnes,,, ou selon d’autres sources un déplacement de 310 tonnes à charge normale et 410 tonnes à pleine charge),. Sa longueur hors tout était de 60,20 mètres, son maître bau (largeur) de 7,20 mètres, son tirant d'eau de 2,90 mètres,,,,.
Elle était propulsée par deux chaudières au charbon d’une puissance de 1200 ch,,, (selon d’autres sources, la puissance s’élevait à 1500, 2200 ou même 2500 ch) alimentant deux machines à vapeur entraînant deux arbres d'hélice,. Sa vitesse maximale était entre 14 et 17 nœuds,,,,. Elle emportait 85 tonnes de charbon . ce qui lui donnait un rayon d'action de 2000 nautiques à la vitesse de 10 nœuds. Son armement se composait de deux canons de 100 mm,,, modèle 1897, de deux mitrailleuses antiaériennes de 13,2 mm et de deux grenadeurs. Elle ne possédait aucun blindage. Son équipage était de 55,,,, à 60 hommes.

## Historique
La Dédaigneuse est construite en 1916 aux Forges et chantiers de la Gironde, à Bordeaux,. Elle est lancée, achevée et mise en service la même année,,,.

### Première Guerre mondiale
Mise en service en 1916, la Dédaigneuse est affectée aux patrouilles d'Algérie jusqu’à la fin de la Première Guerre mondiale,,.
Le 27 mai 1917, un convoi appareille de Port-Saïd à destination de Marseille. Il est composé du paquebot Yarra des Messageries maritimes, avec 690 personnes à bord (dont 150 membres d’équipage) et une cargaison de 1900 tonnes, de l'Océanien et de l'Imperator Nicolas II. Le convoi est protégé par le contre-torpilleur Arbalète, la canonnière Dédaigneuse et le sloop britannique HMS Lily. Le 29 mai à 18 h 40, le Yarra est torpillé à bâbord par le sous-marin allemand UC-34, qui s'échappe malgré l’attaque de la Dédaigneuse, l'Arbalète et le HMS Lily. Le Yarra coule par l’avant dans la Méditerranée à 19 h 00 à la position 35° 40′ N, 25° 53′ E. L'Arbalète recueille 110 rescapés et la Dédaigneuse environ 150. Ils les confient le 30 mai à 5 heures du matin au croiseur Foudre, qui se trouvait alors au mouillage à Skala près de l’Île de Milos (Grèce). D’autres rescapés (au nombre indéterminé) sont sauvés par le HMS Lily et par un patrouilleur britannique arrivé sur le lieu du naufrage vers 19 h 30. Au total, 653 naufragés sont recueillis sur la Foudre. Tous ceux qui ne sont pas blessés sont transférés le même jour par le dragueur Rateau à bord du paquebot Plata, afin de terminer leur voyage vers Marseille.
La Dédaigneuse est considérée administrativement comme un bâtiment armé en guerre pour les périodes suivantes :
- du 16 novembre 1916 au 15 janvier 1917 ;
- du 17 février 1917 au 3 février 1918 ;
- du 4 mai au 10 décembre 1918 ;
- du 8 septembre au 24 octobre 1919 (Circulaire du 25 avril 1922 établissant la Liste des bâtiments et formations ayant acquis, du 3 août 1914 au 24 octobre 1919, le bénéfice du double en sus de la durée du service effectif (Loi du 16 avril 1920, articles 10, 12, 13.), §. A. Bâtiments de guerre et de commerce. ; Bulletin officiel de la Marine 1922, n°14, pp. 720 et 737)[3],[4].

### Entre-deux-guerres
Tous les navires de classe Ardent ont survécu à la guerre. La majorité sont convertis en dragueurs de mines dans les années 1920, , avec un équipement pour le draguage mécanique des mines à orin.
La Dédaigneuse sert en Syrie-Cilicie du 6 octobre au 8 décembre 1919, puis du 18 septembre au 20 octobre 1921 (Instruction du 28 novembre 1922 relative à l’application à la Marine de la loi instituant la Médaille commémorative de Syrie-Cilicie – Annexe : Liste des bâtiments et services dont le personnel a droit à la médaille de Syrie-Cilicie : Bull. off. Marine 1922, n°35, pp. 695 et 699.). Elle sert au Levant ou sur les côtes de Syrie et d’Asie Mineure du 22 novembre 1920 au 23 juin 1922 et du 3 au 28 septembre 1922 (Arrêté du 13 juillet 1923 établissant la liste des bâtiments et formations ayant acquis des bénéfices de campagne du 24 octobre 1919 au 1er janvier 1923 : Bull. off. Marine 1923, n°23, p. 78 et 80 – Addenda et errata J.O. 24 juin 1926, p. 6.961.) et à nouveau du 11 février au 29 avril 1923 et du 22 décembre 1923 au 20 mars 1924 (Décret du 27 novembre 1925 relatif à l’attribution aux troupes en service dans certaines régions, du bénéfice de campagne prévu par le règlement d’administration publique rendu en exécution de la loi du 16 avril 1920 : Journal Officiel du 3 décembre 1925, p. 11587, et arrêté du 19 juin 1926 établissant la liste des bâtiments et formations ayant acquis des bénéfices de campagne du 1er janvier 1923 au 17 avril 1924 : J.O. du 24 juin 1926, p. 6960.).
Du 8 au 27 décembre 1920, elle escorte de Constantinople à Bizerte le navire atelier russe Kronstadt, qui deviendra le navire-atelier Vulcain de la Marine française,,.
En 1924, elle est reclassée comme aviso, de 2e classe et affectée à la division navale du Levant, basée à Beyrouth. Mais l'année suivante (1925) elle redevient officiellement une canonnière,, et elle est affectée à la 6ème escadrille de dragage, basée à Bizerte. En 1929, elle redevient un aviso, de 2e classe. Elle participe en mars 1937 à la surveillance de la zone des Baléares durant la guerre d'Espagne,,.

### Seconde Guerre mondiale
La plupart des navires de classe Ardent furent rayés de la liste de la flotte en 1938. Seuls quatre étaient encore en service en septembre 1939, reclassés comme avisos de 2e classe et rééquipés en dragueurs de mines : la Dédaigneuse, la Tapageuse, l'Audacieuse et l'Étourdi.
La Dédaigneuse rejoint en septembre 1939 la 3e EA à Toulon comme dragueur de mines,,, puis elle passe à la 10e section de dragage de Toulon. À la suite de l'armistice du 22 juin 1940, elle est mise en « gardiennage d'armistice ». Le 27 novembre 1942, elle est coulée dans la darse vieille lors du sabordage de la flotte française à Toulon,,, pour empêcher les Allemands de la capturer, mais elle est récupérée par les Italiens qui occupent le sud-est de la France. Ils la renflouent et la remettent en service sous le nom de FR56. L’Italie ayant signé en septembre 1943 un armistice secret avec les Alliés, la Dédaigneuse est saisie par les Allemands le 9 septembre. Eux aussi la remettent en service sous leur pavillon. Dans la Kriegsmarine, elle devient le M6020. Elle est finalement sabordée par les Allemands à Marseille le 21 août 1944,,,, lors de la libération de la ville.